# ノイジー・マイノリティ
ノイジー・マイノリティ（英: noisy minority）またはラウド・マイノリティ（英: loud minority）、ヴォーカル・マイノリティ(英: vocal minority)とは、「声高な少数派」「声だけ大きい少数」「やかましい少数意見」。対義語は サイレント・マジョリティ（物言わぬ多数派）である。
マイノリティには社会的少数者の意味があるが、ここで言うマイノリティは単に数的な少数を意味している。

## 概要
「うるさい」「騒々しい」「声が大きい」といった旨が語源であり、「声の大きさ」、騒いでいるため、目立つが少数である者・彼らの意見を指す。彼らの言う通りにすると聞いた側は多数派の支持を失うため注意しないといけないとされ、批判的な意味合いが強い。その過激かつ積極的な姿勢のため、実際には少数派であるにもかかわらず、静かな多数派（いわゆるサイレント・マジョリティ）よりも目立つ傾向がある。実質的にクレーマーと同等の意味合いを持つ。
1969年11月3日の、時のアメリカ大統領リチャード・ニクソンによる演説でボーカル・マイノリティ(vocal minority)と言及されるなど、古くから政界では認識され使われている。
もともとは政治で使われ出した言葉であるが、マーケティングや広告業界でも多く用いられる。マーケティング・広告業界では、少数派だが声が大きいので、ついつい彼らの意見を聞いてしまいそうになるが、声の大きさから彼らの意見に施策を合わせた結果、サイレント・マジョリティたちが静かに離れていって大失敗するので注意が必要であると警告されている。
ソーシャルメディアにおいて「自ら情報発信や発言を積極的に行っている」人の割合は、日本では全人口の1割にも満たない。SNS上の議論をリードしているのは「5%以下の人々」の意見であり、言い換えるとノイジーマイノリティである。インターネットの意見は全体を代表していない上に、インターネットを利用する人間は自分と同じ意見ばかりを取捨選択してしまうため、世論と解離してしまうエコーチェンバー現象が起きやすい。

## 影響
ノイジー・マイノリティの声により、本来多数派であるはずの声や、サイレントな社会的少数者の声が届かなくなり、ノイジー・マイノリティが多数意見や、社会的少数者の総意であるかのように錯覚する（させる）。ノイジー・マイノリティの主張が発信され続け認識され続けると、同調現象、認知バイアスにより、その主張が大衆の総意の様に認識されるようになり、ノイジー・マイノリティはノイジー・マジョリティ化する。ノイジー・マイノリティにより、意見を声高に表明しないサイレントな少数派、多数派の意見が届かなくなる問題が起きている。
沈黙の螺旋というものがある。少数派が沈黙を余儀なくされる意味だが、ノイジー・マイノリティの声が大きいために少数派が多数派の世論に錯覚されるため、本来の多数派が少数派として抑圧され、沈黙する逆転が起きている。心理学には、自己評価を維持しようと行動し、自分は優れていると思い込む（平均以上効果）。フォールスコンセンサス効果（False consensus effect、偽の合意効果）」、自分の意見・考え・行動が常に多数派（マジョリティ）で正常であると思い込む認知バイアス（認知の偏り）。自分は多数派で正常だと安心したい正常性バイアスや、自分は正しいと自分に都合のいい情報のみを集め、反論は無視排除、人は自分の信じたいものを信じる確証バイアスなどがある。
小宮一慶は、ノイジー・マイノリティは顧客の中で数的劣位・もしくは顧客でないことさえあるが行動的なルサンチマン・クレーマー気質で声が大きいために目立つ。しかし、彼らの主張を飲むと、サイレント・マジョリティの顧客・ユーザーを失う危険性があると述べている。

### ノイジー・マイノリティからの攻撃
ノイジー・マイノリティへの反論ももちろんある。しかし、声の大きいノイジー・マイノリティからの必要以上の反論、圧力や炎上を恐れ委縮し、情報発信を控えてしまう傾向にある。
ネットやマスメディア、国会で、相手の意見はダメと否定し、言い負かし大声で相手を黙らせることが勝利、正義、正論の条件となってしまっている。言い負かしたら勝ちという社会がノイジー・マイノリティを生み出しているともいえる。
ノイジー・マイノリティは自分たちの意見を聞かせ認めさせようとするが、他者の意見を高圧的に遮り聞こうとはしない。そしてノイジー・マイノリティが多数派を抑え込み新たな多数意見になり替わる。ノイジー・マイノリティの主張は自己矛盾しているともいえる。
また、ネット上の誹謗中傷などの大きな声が人を死に追いやる事もあり、自殺などが現に起きている。

### ノイジー・マイノリティの意見に政治が左右される
政府や自治体などでは、政策について、一般人から意見を公募している。これは一見平等のようだが、物言わぬサイレント・マジョリティはあまり参加しないのに対し、声高なノイジー・マイノリティは参加率が高く、真の民意を反映していない事が指摘される。
東日本大震災のがれきの受け入れ問題でも、市長や市民が賛成でも一部のノイジー・マイノリティの抗議の為にがれき処理が進まなかった。除夜の鐘や子供の声などに対する一部の人によるクレームにより、中止や配慮をすることになるなどの事例もある。
ノイジー・マイノリティの政治への影響は今に始まった事ではない。太平洋戦争後の日本でも一部の少数派が、自分たちの意見を強烈にアピールし、意見を押し付け、従わない者たちを「虐殺」したという話もある。

### マスメディアの影響
マスメディアも問題の大きな元凶の一つである。極少数の炎上発言が広く周知させ、問題を大きくする要因がマスメディアである。SNS上の炎上もほとんどはSNS上で限定的な広がりをするだけである。しかし、マスメディアで取り上げられると、非常に大きな問題として炎上する。SNSだけの限定的な炎上、問題、論争だったものが、マスメディアに取り上げられることで世間一般の炎上、問題、論争として拡大する。PV数を稼ぐために炎上でもない出来事に「炎上」や「非難殺到」など記事に付け焚きつける「非実在型炎上」も問題になっている。また、テレビなどでよく目にする相手を大声で言い負かし黙らせたら勝ちのような場面も影響している。

### 極少数が炎上を引き起こす
2018年に約2万人を対象に行われた炎上に関する調査分析によると、影響力を持つ過激な言説はネット投稿全体の2割程度であり、それらは1％程度の投稿者により行われており、残り99％の投稿者による8割の投稿はほとんど観られていない。過去1年以内に炎上に書き込んだことがある人は約0.5％でり、1年以上前に投稿した人は約0.6％であり、その内で11件以上書き込んだ投稿者は1割程度である。2014年に確認された炎上発生件数は667件で、1人が炎上発言を年に2回行ったとしても、ユーザーの0.0014％しか炎上発言をしていない事になる。炎上の認知度は8％で、10人に1人と認知度は多く、極少数の炎上発言者の意見が、多くの人に影響を与えることになる
。
また、炎上発言は、同じ人が何度も執拗に書き込む場合が多い。炎上発言の投稿を1度しかしたことがないという人に比べ、2回以上しているという人は2倍以上いるという統計がある。また、炎上加担者が少数派である事は明確であるが、当の炎上加担者は自身達は自分を少数派ではないと思っている場合があると指摘されている。